# Груберт, Илья Хаймович
Илья Хаймович Груберт (латыш. Iļja Grūberts; род. 13 мая 1954, Рига) — латвийско-нидерландский скрипач. Брат пианиста Наума Груберта.
Учился в рижской Музыкальной школе имени Эмиля Дарзиня, затем в Центральной музыкальной школе у Юрия Янкелевича и Зинаиды Гилельс и наконец в Московской государственной консерватории у Леонида Когана (окончил в 1978 г.). В 1975 г. был вторым на Международном конкурсе скрипачей имени Сибелиуса в Хельсинки, в 1977 г. занял первое место на Всесоюзном конкурсе музыкантов-исполнителей во Львове. Затем последовали первые премии Международного конкурса имени Паганини (Генуя, 1977) и Международного конкурса имени П. И. Чайковского (Москва, 1978).
В 1980-е гг. Груберт эмигрировал из СССР и в настоящее время проживает в Нидерландах, преподавая в Амстердамской консерватории.
Груберт записал для западных лейблов, но с российскими оркестрами скрипичные концерты Паганини, Бруха, Чайковского, Сибелиуса, Мясковского, Вайнберга, Арутюняна, среди его записей также камерные произведения Прокофьева, Шостаковича, Кара Караева и др.